# Команда «33»
«Команда „33“» — советский художественный фильм режиссёра Николая Гусарова, снятый по мотивам повести Альберта Лиханова «Воинский эшелон» на Свердловской киностудии в 1987 году.

## Сюжет
Происходит призыв на военную службу. Молодые парни получили из военкомата повестки и, пройдя медкомиссию, проводят оставшиеся до начала службы дни по-разному: кто-то гуляет на дискотеке, кто-то в компании друзей на природе, а кто-то даже хулиганит, устраивая драку. Подполковник Никитин с группой офицеров сопровождает призывников в особом воинском эшелоне к месту службы будущих морских пехотинцев — на Дальний Восток. Добираться туда им предстоит несколько суток. Именно здесь, в вагонах этого поезда, когда нет уже рядом пап и мам, молодым призывникам предстоит начинать проявлять характер и получать первый опыт настоящей армейской жизни.
Фильм в конце 80-х показывался призывникам как наглядное пособие для службы в армии.

## В ролях
- Юрий Назаров — подполковник Никитин
- Александр Рахленко — капитан Цветков (сопровождающий эшелона)
- Сергей Тезов — комсорг Андрей Дёмин
- Алексей Рождественский — Игорь Ямпольский
- Сергей Созинов — Виктор Куприянович Барабанов
- Геннадий Сидоров — Соколов
- Сергей Пожогин — Козин
- Валерий Немешаев — Пахолкин
- Владимир Белоусов — Александр Сергеевич Голубок
- Милена Тонтегоде — Марина, проводница-спекулянтка
- Валерий Храмцов — старший лейтенант Андрей Петрович Фирсов (замполит)
- Виктор Григорюк — доктор Скруль
- Александр Новиков — сержант Моргун
- Олег Мокшанцев — Степан Ильич, полковник, военком
- Владимир Фирсов — Агеев
- Александр Коданев — Дикарёв
- Вячеслав Белоусов — «Англичанин»
- Татьяна Назарова — девушка в белом плаще, возлюбленная Голубка
- Владимир Кадочников — Яков Семёнович, директор универсама
- Лариса Гретчина

В эпизодах:
Юлия Джербинова, Наталья Корнеева, Татьяна Агрызкова, Ольга Беляева, Яна Чабан, Николай Гусаров, Юрий Алексеев, Евгений Каплун, Александр Морозов, Леонид Осокин, Любовь Теплова, Александр Папченко, Софья Тиунова, Александр Мякушко, Сергей Рогожин, Георгий Бовыкин, Михаил Стрелков, Евгений Койчиев, Константин Барсуков, Александр Антонов, Валерий Микрюков.

## Съёмки
Места съемок — Свердловск, в кадрах ресторан «Малахит», гостиница «Юбилейная», магазин «Океан» и другие узнаваемые места.

## Съёмочная группа
- Авторы сценария: Валерий Зеленский, Валентин Черных
- Режиссёр-постановщик: Николай Гусаров
- Оператор-постановщик: Георгий Майер
- Автор и исполнитель песен: Алексей Могилевский
- Художник-постановщик: Валерий Лукинов
- Звукооператор: Н. Шестакова
- Режиссёр: Л. Петров
- Оператор: В. Петухов
- Художник по костюмам: Ольга Гусак
- Художник-гримёр: Л. Мочалова
- Художник-фотограф: В. Шестакова
- Монтажёр: Л. Путятина
- Редактор: Б. Косинский
- Музыкальный редактор: И. Орлов
- Оператор комбинированных съёмок: С. Кисель
- Художник комбинированных съёмок: С. Малышев
- Цветоустановщик: Л. Гаврилова
- Мастер по свету: Н. Крушин
- Консультанты: Н. Мартынюк, А. Пугачёв, Ю. Алексеев
- Административная группа: Е. Зайцева, С. Крапива, Е. Спиркина
- Директор: Валерий Минликеев

## Саундтрек
В фильме звучат песни Алексея Могилевского, групп «Ассоциация» и «Первоуральск», а также «Танец с саблями» Арама Хачатуряна, «Главное, ребята, сердцем не стареть» Льва Барашкова и «The Final Countdown» группы «Europe». На дискотеке в самом начале фильма играет песня «Hey You» группы «Модерн Токинг».
Альбом «Команда 33»
| №  | Название                                   | Исполнитель            | Длительность |
| -- | ------------------------------------------ | ---------------------- | ------------ |
| 1. | «Вьюн над водой»                           | Русская народная песня | 2:25         |
| 2. | «Мы голосуем»                              | Ассоциация             | 2:56         |
| 3. | «Russian metal»                            | Ассоциация             | 1:58         |
| 4. | «Луна»                                     | Первоуральск           | 3:02         |
| 5. | «Здравствуй, девочка»                      | Первоуральск           | 4:45         |
| 6. | «Команда 33»                               | Алексей Могилевский    | 2:43         |
| 7. | «Корабли»                                  | Ассоциация             | 5:17         |
| 8. | «Подполье»                                 | Алексей Могилевский    | 4:11         |
| 9. | «Вьюн над водой (инструментальная версия)» | Алексей Могилевский    | 2:28         |